# Đinh Hướng Quần
Đinh Hướng Quần (tiếng Trung giản thể: 丁向群, bính âm Hán ngữ: Dīng Xiàngqún, sinh tháng 6 năm 1965, người Hán) là nữ chính trị gia nước Cộng hòa Nhân dân Trung Hoa. Bà là Ủy viên dự khuyết Ủy ban Trung ương Đảng Cộng sản Trung Quốc khóa XX, hiện là Thường vụ Tỉnh ủy, Bộ trưởng Bộ Tổ chức Tỉnh ủy An Huy. Bà từng là Thành viên Đảng tổ, Phó Chủ tịch Chính phủ Quảng Tây.
Đinh Hướng Quần là đảng viên Đảng Cộng sản Trung Quốc, học vị Thạc sĩ Kinh tế học, Cao cấp kinh tế sư. Bà có sự nghiệp 30 năm trong ngành tài chính ngân hàng mà phần lớn dành cho Ngân hàng Trung Quốc trước khi được điều chuyển tới Đảng và chính quyền địa phương.

## Xuất thân và giáo dục
Đinh Hướng Quần sinh tháng 6 năm 1965 tại huyện Hoài An, nay là địa cấp thị Hoài An thuộc tỉnh Giang Tô, Cộng hòa Nhân dân Trung Hoa. Bà lớn lên và tốt nghiệp cao trung ở Hoài An, đến năm 1983 thì thi cao khảo và đỗ Đại học Nhân dân Trung Quốc, tới thủ đô Bắc Kinh nhập học vào tháng 9 và tốt nghiệp Cử nhân chuyên ngành Quản lý kinh tế quốc dân vào tháng 7 năm 1987. Tháng 9 năm 1990, bà trở lại trường, thi và trúng tuyển chương trình sau đại học hệ tài chính công, nhận bằng Thạc sĩ chuyên ngành Tiền tệ ngân hàng vào tháng 8 năm 1983. Trong quá trình công tác, nghiên cứu, bà được phong chức danh Cao cấp kinh tế sư. Đinh Hướng Quần được kết nạp Đảng Cộng sản Trung Quốc vào tháng 5 năm 1999, bà từng tham gia khóa bồi dưỡng, huấn luyện cán bộ trung, thanh niên từ tháng 9 năm 2010 đến tháng 1 năm 2011 tại Trường Đảng Trung ương Đảng Cộng sản Trung Quốc.

## Sự nghiệp
Tháng 8 năm 1987, sau khi tốt nghiệp trường Nhân Dân, Đinh Hướng Quần được phân vào Ngân hàng Nông nghiệp Trung Quốc, công tác ở vị trí cán bộ Phòng Tín dụng của ngân hàng thuộc chi nhánh Sùng Văn Bắc Kinh. Công tác 3 năm thì bà theo học thạc sĩ thêm 3 năm nữa, đến tháng 8 năm 1993 thì được điều tới Ngân hàng Trung Quốc (BOC) làm cán bộ Phòng Tín dụng xuất khẩu của Bộ Tín dụng thứ nhất thuộc ngân hàng. Đến tháng 9 năm 1996, bà được thăng chức là Phó Trưởng phòng Nghiệp vụ tổng hợp của Bộ Nghiệp vụ tín dụng BOC, chuyển chức làm Phó Trưởng phòng Tín dụng xuất khẩu từ tháng 2 năm 1998, rồi Trưởng phòng Nghiệp vụ thứ 3 của Bộ Nghiệp vụ BOC từ tháng 7 năm 1999. Tháng 4 năm 2002, bà được bổ nhiệm làm Phó Tổng giám đốc Bộ Nghiệp vụ BOC, chuyển chức làm Phó Bộ trưởng Bộ Tổ chức Đảng ủy BOC, Phó Tổng giám đốc Bộ Tài nguyên nhân lực ngân hàng này từ tháng 4 năm 2003. Sang tháng 7 năm 2005, Đinh Hướng Quần được điều về Chiết Giang, nhậm chức Phó Hành trưởng BOC chi nhánh Chiết Giang kiêm Bí thư Đảng ủy, Hành trưởng BOC chi nhánh Ninh Ba. Sau đó 1 năm, bà trở lại trụ sở BOC nhậm chức Bộ trưởng Bộ Tổ chức Đảng ủy, Tổng giám đốc Bộ Tài nguyên nhân lực BOC – thủ trưởng đơn vị mà là giữ cấp phó 1 năm trước đó. Từ tháng 9 năm 2011, bà là Chủ tịch Nghiệp vụ tài chính BOC. Đến tháng 1 năm 2013, sau 20 năm hoạt động ở BOC thì bà được điều rời ngân hàng này, nhậm chức Ủy viên Đảng ủy, Phó Chủ tịch Tập đoàn Bảo hiểm Thái Bình Trung Quốc, rồi tiếp tục được điều chuyển làm Phó Hành trưởng Ngân hàng Khai phát Trung Quốc từ tháng 7 năm 2015.
Tháng 6 năm 2017, sau 30 của sự nghiệp tài chính ngân hàng ở các ngân hàng thương mại nhà nước, Đinh Hướng Quần bước sang giai đoạn mới khi được điều về Khu tự trị dân tộc Tráng Quảng Tây, bổ nhiệm làm Phó Chủ tịch Chính phủ Nhân dân Quảng Tây. Sang tháng 9 năm 2018, bà được điều tới tỉnh An Huy, chỉ định vào Ủy ban Thường vụ Tỉnh ủy, phân công làm Bộ trưởng Bộ Tổ chức Tỉnh ủy An Huy. Cuối năm 2022, bà tham gia Đại hội Đảng Cộng sản Trung Quốc lần thứ XX từ đoàn đại biểu Quảng Tây. Trong quá trình bầu cử tại đại hội, bà được bầu là Ủy viên dự khuyết Ủy ban Trung ương Đảng Cộng sản Trung Quốc khóa XX.